# Harmonicon oiapoqueae
Harmonicon oiapoqueae  is een spinnensoort uit de familie Dipluridae. 

## Voorkomen
De soort komt voor in Frans-Guyana. 